# Teoria del valor treball
La teoria del valor-treball (TVL) és una teoria econòmica que considera que el valor d'un bé o servei depén de la quantitat de treball que porta incorporat.

## La teoria del valor-treball en l'economia política clàssica
Adam Smith entenia que el treball era la qualitat de mesura exacta per a quantificar el valor. Segons ell, el valor era la quantitat de treball que un individu podia rebre a canvi de la seva mercaderia. El treball seria el patró definitiu i invariable del valor. Tanmateix, Adam Smith no aconsegueix explicar correctament segons la teoria del valor treball els conceptes de benefici i renda i el va portar a desenvolupar una segona teoria: la Teoria dels costos de producció. Posteriorment David Ricardo desenvolupà una teoria del valor-treball incorporada en la seva obra Principis d'economia política i tributació (1817) on desacredita al treball com el valor invariable.
Thomas Hodgskin, un socialista ricardià, considerava que la teoria ricardiana del valor-treball tindria lloc en una economia estricta de lliure mercat que hagués provocat la desaparició del capitalisme

## La teoria del valor-treball a Marx
La teoria del valor-treball de Karl Marx és diferent de les teories del valor treball dels altres economistes. La seva definició es troba a El Capital, i forma, segons Marx, part de la base fonamental per entendre el modus de producció capitalista. La diferència de la teoria del valor de Marx, que va emprar el terme llei del valor, és que és històrica i social. només s'aplica a les economies mercantils -l'economia capitalista és un tipus d'economia mercantil i per tant, s'hi aplica. El treball no és 'valor' per natura, és el que produeix valor exclusivament per l'organització social on es fa servir.